# Élections au Parlement basque de 1994
Les élections au Parlement basque de 1994 (en basque : 1994ko Eusko Legebiltzarrerako hauteskundeak, en espagnol : Elecciones al Parlamento Vasco de 1994) se tiennent le dimanche 23 octobre 1994 afin d'élire les 75 députés de la Ve législature du Parlement basque pour un mandat de quatre ans.

## Mode de scrutin
Le Parlement basque (Eusko Legebiltzarra, Parlamento Vasco) est l'assemblée législative monocamérale de la communauté autonome du Pays basque.

### Nombre de députés
L'article 26 du statut d'autonomie de 1979 dit « de Guernica » dispose que le Parlement sera composé d'un nombre égal de députés représentant les territoires historiques — l'Alava, le Guipuscoa et la Biscaye — et élu pour une période de quatre ans. En vertu de l'article 10 de la loi 5/1990 relative aux élections au Parlement basque, le nombre de députés par circonscription est fixé à 25, ce qui établit la composition de l'hémicycle parlementaire à 75 parlementaires.

### Convocation et candidatures
Conformément à l'article 46 de la loi électorale 5/1990, les élections sont convoquées par le président du gouvernement basque au moyen d'un décret qui doit être pris le 25e jour précédant l'expiration de la législature — quatre ans après le précédent scrutin, jour pour jour — et publié le lendemain au Journal officiel (Boletín Oficial del País Vasco, BOPV). Les élections doivent se tenir entre 54 et 60 jours après cette publication.
Peuvent présenter des candidatures : 
- les partis, associations et fédérations politiques inscrits au registre des associations politiques du ministère de l'Intérieur ;
- les coalitions électorales formées par les entités précitées ;
- les groupes d'électeurs, à la condition d'avoir réuni les parrainages d'au moins 1 % des électeurs de la circonscription électorale concernée[5].

Tous les candidats doivent être résidents enregistrés au Pays basque, ou prouver que leur dernière domiciliation administrative se trouvait sur le territoire basque s'ils sont expatriés,.

### Répartition des sièges
Le Parlement est élu au scrutin proportionnel d'Hondt. La répartition des sièges est opérée de la manière suivante : 
- les listes sont classées par ordre décroissant selon le nombre de votes obtenus ;
- le nombre de votes de chaque liste est divisé par 1, puis 2, puis 3... jusqu'au nombre total de sièges à pourvoir ;
- les sièges sont attribués aux quotients les plus élevés, toutes listes confondues, par ordre décroissant jusqu'au dernier siège à pourvoir

Seules les listes ayant remporté au moins 5 % des suffrages valables dans la circonscription concernée, ce qui inclut les votes blancs, participent à cette répartition.

## Campagne

### Forces politiques
| Force politique | Force politique                                                                                              | Force politique | Chef de file                                     | Idéologie                                                               | Résultats en 1990           |
| --------------- | --- | --------------- | ------------------------------------------------ | ----------------------------------------------------------------------- | --------------------------- |
|                 | Parti nationaliste basque (eu) Euzko Alderdi Jeltzalea (es) Partido Nacionalista Vasco                       | EAJ-PNV         | José Antonio Ardanza (Président du gouvernement) | Centre droit Nationalisme, démocratie chrétienne, libéral-conservatisme | 28,49 % des voix 22 députés |
|                 | Parti socialiste du Pays basque-Gauche basque-PSOE (es) Partido Socialista de Euskadi-Euskadiko Ezkerra-PSOE | PSE-EE-PSOE     | Ramón Jáuregui                                   | Centre gauche Social-démocratie, progressisme                           | 27,72 % des voix 22 députés |
|                 | Union populaire (eu) Herri Batasuna                                                                          | HB              | Karmelo Landa (es)                               | Extrême gauche Nationalisme, socialisme révolutionnaire, marxisme       | 18,33 % des voix 13 députés |
|                 | Solidarité basque (eu) Eusko Alkartasuna                                                                     | EA              | Carlos Garaikoetxea                              | Centre gauche Nationalisme, social-démocratie, écologie                 | 11,38 % des voix 9 députés  |
|                 | Parti populaire (es) Partido Popular                                                                         | PP              | Jaime Mayor Oreja                                | Centre droit à droite Libéral-conservatisme, démocratie chrétienne      | 8,23 % des voix 6 députés   |
|                 | Gauche unie-Les Verts (eu) Ezker Batua-Berdeak                                                               | EB-B            | Javier Madrazo (es)                              | Gauche Socialisme démocratique, républicanisme, écologie                | 8,23 % des voix 6 députés   |
|                 | Unité d'Alava                                                                                                | UA              | Enriqueta Benito                                 | Centre droit Réformisme, régionalisme, populisme                        | 1,41 % des voix 3 députés   |

## Résultats

### Total régional
| Représentation en hémicycle sur un axe gauche-droite du résultat. |                                                                  |           |       |       |        |               |
| Partis                                                            | Partis                                                           | Voix      | %     | +/-   | Sièges | +/-           |
|                                                                   | Parti nationaliste basque (EAJ-PNV)                              | 304 346   | 29,32 | 1,03  | 22     | en stagnation |
|                                                                   | Parti socialiste du Pays basque-Gauche basque-PSOE (PSE-EE-PSOE) | 174 682   | 16,83 | 10,69 | 12     | 10            |
|                                                                   | Union populaire (HB)                                             | 166 147   | 16,01 | 2,19  | 11     | 2             |
|                                                                   | Parti populaire (PP)                                             | 146 960   | 14,16 | 5,98  | 11     | 5             |
|                                                                   | Solidarité basque (EA)                                           | 105 136   | 10,13 | 1,17  | 8      | 1             |
|                                                                   | Gauche unie-Les Verts (EB-B)                                     | 93 291    | 8,99  | 7,58  | 6      | 6             |
|                                                                   | Unité d'Alava (UA)                                               | 27 797    | 2,68  | 1,28  | 5      | 2             |
|                                                                   | Coalition pour un nouveau Parti socialiste (CNPS) (es)           | 1 462     | 0,14  | 0,35  | 0      | en stagnation |
|                                                                   | Blanc                                                            | 18 080    | 1,74  | 1,00  |        |               |
|                                                                   |                                                                  |           |       |       |        |               |
| Votes valides                                                     | Votes valides                                                    | 1 037 901 | 99,41 |       |        |               |
| Votes nuls                                                        | Votes nuls                                                       | 6 184     | 0,59  |       |        |               |
| Total                                                             | Total                                                            | 1 044 085 | 100   | –     | 75     | en stagnation |
| Abstentions                                                       | Abstentions                                                      | 705 165   | 40,31 |       |        |               |
| Inscrits / Participation                                          | Inscrits / Participation                                         | 1 749 250 | 59,69 |       |        |               |

### Par circonscription
|             |             |         |         |        |               |         |         |        |               |         |         |        |               |  |  |  |  |
| Sièges      | Sièges      | 25      | 25      | 25     | en stagnation | 25      | 25      | 25     | en stagnation | 25      | 25      | 25     | en stagnation |  |  |  |  |
|             |             |         |         |        |               |         |         |        |               |         |         |        |               |  |  |  |  |
|             |             | Nombre  | Nombre  | %      | %             | Nombre  | Nombre  | %      | %             | Nombre  | Nombre  | %      | %             |  |  |  |  |
| Inscrits    | Inscrits    | 228 031 | 228 031 | 100    | 100           | 958 012 | 958 012 | 100    | 100           | 563 207 | 563 207 | 100    | 100           |  |  |  |  |
| Abstentions | Abstentions | 89 633  | 89 633  | 39,31  | 39,31         | 379 691 | 379 691 | 39,63  | 39,63         | 235 841 | 235 841 | 41,87  | 41,87         |  |  |  |  |
| Votants     | Votants     | 138 398 | 138 398 | 60,69  | 60,69         | 578 321 | 578 321 | 60,37  | 60,37         | 327 366 | 327 366 | 58,13  | 58,13         |  |  |  |  |
| Nuls        | Nuls        | 898     | 898     | 0,65   | 0,65          | 3 496   | 3 496   | 0,60   | 0,60          | 1 790   | 1 790   | 0,55   | 0,55          |  |  |  |  |
| Exprimés    | Exprimés    | 137 500 | 137 500 | 97,75  | 97,75         | 565 960 | 565 960 | 97,87  | 97,87         | 318 575 | 318 575 | 97,31  | 97,31         |  |  |  |  |
|             |             |         |         |        |               |         |         |        |               |         |         |        |               |  |  |  |  |
| Partis      | Partis      | Voix    | %       | Sièges | +/−           | Voix    | %       | Sièges | +/−           | Voix    | %       | Sièges | +/−           |  |  |  |  |
|             | EAJ-PNV     | 29 911  | 21,75   | 6      | en stagnation | 201 833 | 35,11   | 10     | en stagnation | 72 602  | 22,30   | 6      | en stagnation |  |  |  |  |
|             | PSE-EE-PSOE | 21 431  | 15,59   | 4      | 4             | 99 931  | 17,38   | 4      | 3             | 53 320  | 16,38   | 4      | 3             |  |  |  |  |
|             | HB          | 13 865  | 10,08   | 2      | 1             | 76 988  | 13,39   | 3      | 1             | 75 294  | 23,13   | 6      | en stagnation |  |  |  |  |
|             | PP          | 21 885  | 15,03   | 4      | 1             | 86 398  | 15,27   | 4      | 2             | 38 677  | 11,88   | 3      | 2             |  |  |  |  |
|             | EA          | 9 958   | 7,24    | 2      | en stagnation | 40 752  | 7,09    | 2      | en stagnation | 54 426  | 16,72   | 4      | 1             |  |  |  |  |
|             | EB-B        | 12 484  | 9,08    | 2      | 2             | 57 765  | 10,05   | 2      | 2             | 23 042  | 7,08    | 2      | 2             |  |  |  |  |
|             | UA (es)     | 25 469  | 18,52   | 5      | 2             | 1 489   | 0,26    | 0      | en stagnation | 839     | 0,26    | 0      | en stagnation |  |  |  |  |
|             | CNPS (es)   | 283     | 0,21    | 0      | en stagnation | 804     | 0,14    | 0      | en stagnation | 375     | 0,12    | 0      | en stagnation |  |  |  |  |
|             | Blanc       | 2 214   | 1,61    |        |               | 8 865   | 1,54    |        |               | 7 001   | 2,15    |        |               |  |  |  |  |